# Новобелицки рејон Гомеља
Новобелицки рејон (рус. Новобелицкий район) је административно-територијална јединица (градски рејон) у саставу града Гомеља. Простире се у југоисточном делу града, једини је рејон на левој обали реке Сож. Има око 50 хиљада становника (што чини око 10% од укупног броја становника града). Заузима површину од преко 2000 ha. Основан је 1940. године, укинут 1948. и поново уведен 1951. године. Током 1950их и 1960их година прикључена су му села Јакубовка, Мостишче и Хутор. Главна улица рејона је Улица Иљича.
На челу рејона се налази Олег Починок.